# Organized Noize
Organized Noize ist ein Produzententeam aus Atlanta, Georgia, das Anfang der 1990er Jahre gegründet wurde. Es besteht aus Rico Wade, Ray Murray und Patrick „Sleepy“ Brown, die Mitglied im Hip-Hop-Kollektiv Dungeon Family sind und für deren weitere Mitglieder produzieren. Ihre bedeutendste Errungenschaft liegt darin, OutKast, Goodie Mob und TLC dem Gründer von LaFace Records und ehemaligen CEO von Arista Records L.A. Reid vorgestellt und damit deren spätere Karrieren begründet zu haben.
In einer Wahl der „Top 50 Hip-Hop Producers“ von About.com kamen Organized Noize auf Platz 25.

## Eigene Projekte
Mit dem Spoken-Word-Artist Big Rube und der Sängerin Espraronza gründeten Organized Noize Mitte der 90er Jahre die Gruppe „Society of Soul“, die Rap, Soul und Funk miteinander verband. Ihr einziges Album Brainchild, auf dem auch George Clinton und T-Boz von TLC zu hören sind, veröffentlichten sie 1995. Unter eigenem Namen erschien von Organized Noize ein Jahr darauf der Titelsong des Films Set It Off featuring Andrea Martin und Queen Latifah als Single. 1998 erschien das Album The Vinyl Room des Sleepy Brown-Projekts „Sleepy's Theme“, wie auf Brainchild war Brown der Leadsänger. Beide Alben waren kommerzielle Flops, bekamen aber überwiegend positive Kritiken. Brown unternahm in der Folge mehrmals Bemühungen, ein Soloalbum zu veröffentlichen, dies dauerte jedoch bis 2006 Mr. Brown erschien. Die Single Margarita wurde gemeinsam mit den Rappern Big Boi und Pharrell aufgenommen und von The Neptunes produziert.

## Produktionen
Bekanntheit erlangten Organized Noize durch die Produktion der Debütalben von OutKast und Goodie Mob, sowie durch die Single Waterfalls (Platz 1 in den Billboard Hot 100) von TLC. In der Folge produzierten sie unter anderem Hits für En Vogue (Don't Let Go (Love), Platz 2), Nivea (Don't Mess with the Radio, Platz 90) und Ludacris (Saturday (Oooh Oooh), Platz 22). Zudem schrieben sie zwei Songs für das letzte Album von Curtis Mayfield. 2006 produzierten sie die Filmmusik für die Neuverfilmung der Fernsehserie Miami Vice.
Außerhalb der Dungeon Family haben Organized Noize unter anderem produziert für:
- Kurupt
- Bubba Sparxxx
- Xscape
- UGK
- Ludacris
- Brandy
- Da BackWudz
- TLC
- YoungBloodZ
- En Vogue
- Bone Thugs-N-Harmony
- The D.O.C.
- Nivea
- Truth Hurts
- Hip-Hop For Respect
(u. a. Shyheim, Rah Digga, Mos Def, Cappadonna und Talib Kweli)
- Macy Gray
- Queen Latifah
- Curtis Mayfield
- Billy Lawrence
- Roots Manuva
- Andrea Martin